# Blood on My Name

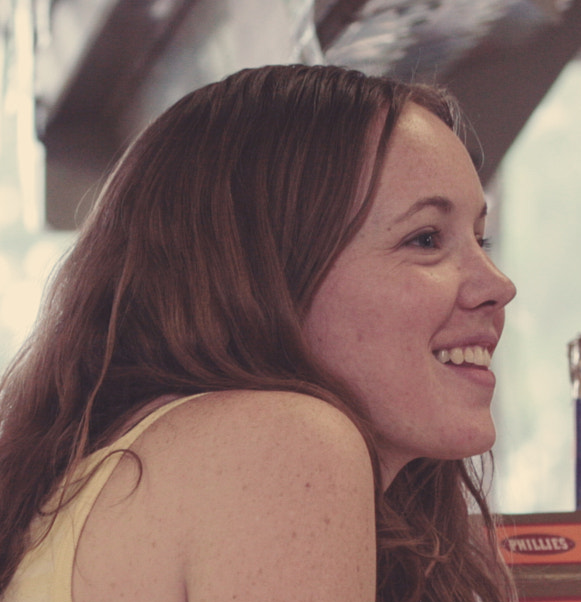
Bethany Anne Lind spielt in der Hauptrolle Leigh Tiller (Foto von 2009)

Blood on My Name (Originaltitel Blood on Her Name) ist ein US-amerikanischer Thriller von Matthew Pope aus dem Jahr 2019. Der Film wurde am 17. Juli 2019 auf dem Fantasia International Film Festival uraufgeführt.

## Handlung
Leigh, die Chefin einer Autowerkstatt, hat eines Nachts scheinbar einen Einbrecher im Kampf mit einem Schraubenschlüssel getötet. Sie überlegt kurz, die Polizei zu verständigen, doch fährt dann an einen See, um die in Folie eingewickelte Leiche dort zu versenken. Als auf dem Handy des Toten Familienmitglieder anzurufen versuchen, lässt sie von ihrem Plan ab. Sie entscheidet sich, die Leiche bei der Familie in einem Schuppen abzulegen. Die alleinerziehende Leigh hat auch sonst mit einer Reihe von Problemen zu kämpfen. Die Werkstatt läuft nicht sonderlich gut, ihr Exmann sitzt im Gefängnis und ihr Sohn Ryan ist schon mit dem Gesetz in Konflikt geraten. Ihr Vater Richard, ein Cop kurz vor der Rente, hat in Leighs Kindheit einen Verdächtigen erschossen und die Leiche verschwinden lassen. Seitdem plagen sie Alpträume und sie nimmt immer wieder Drogen.
Als Leigh feststellt, dass ihre charakteristische Halskette fehlt, beginnt sie überall zu suchen – bei ihrem Dealer, in ihrem Haus, in den Räumen ihrer Werkstatt. Da dies erfolglos bleibt, ist sie überzeugt davon, die Kette bei der Leiche verloren zu haben. Sie begibt sich deswegen noch einmal in den Schuppen, doch als die Familie eintrifft, muss sie flüchten, wobei sie sich im Schuppen an einem Fenster schneidet. In einem Gespräch erzählt sie ihrem Vater Richard schließlich von dem Ereignis, welcher verspricht, sich wegen möglicher Spuren umzuhören. Da das Opfer ein Freund von Leighs Exmann war, mit dem sie dessen illegale Autoschiebereien fortsetzte, steht bald dessen Frau Dani in der Werkstatt. Diese stellt Fragen zu ihrem toten Mann, denen Leigh auszuweichen versucht. Als Dani dann  ein Bild von Leigh mit der Halskette sieht, fühlt diese sich ertappt und gesteht ihr, dass es Notwehr gewesen sei.
Leigh sucht mit Ryan erst einmal Unterschlupf bei ihrem Angestellten Reynoso, wo sie allerdings von Danis Sohn Travis überrascht werden, den sie jedoch überwältigen und fesseln können. In einem Gespräch zwischen Leigh und Ryan wird klar, dass Ryan wohl das Opfer in der Werkstatt erschlagen hat. Leigh ruft ihren Vater Richard an, der sofort vorbeikommt. Leigh fährt zu Dani und fordert sie mit vorgehaltenem Gewehr auf, Sachen zu packen, um mit ihrem Sohn aus der Stadt zu verschwinden. Sie bringt Dani in ihre Werkstatt, wo ihr Vater schon mit dem gefesselten Travis wartet. Als Leigh die beiden laufen lassen möchte und Travis losmacht, ist das für Richard keine Lösung, sondern man müsse die beiden verschwinden lassen. Leigh stellt sich jedoch vor Travis, als Richard ihn erschießen will. In einem anschließenden Kampf der Beteiligten tötet Dani Richard und nimmt seine Pistole an sich, Travis kann fliehen. Jetzt stehen sich die beiden Frauen mit ihren Waffen gegenüber. Leigh legt ihre vorsichtig ab, worauf Dani mehrfach auf sie schießt. Dani sagt, ihr Vater habe recht, es hätte sonst nie aufgehört. Sie verspricht Leigh, ihrem Sohn Ryan nichts zu tun, weil sie ihr die Möglichkeit gegeben habe, ihren Mann zu beerdigen. Am Boden liegend sieht Leigh in einer Ecke ihre vermisste Kette liegen.

## Synchronisation
Die deutsche Synchronisation übernahm die Think Global Media GmbH. Das Dialogbuch schrieb Daniel Johannes, Dialogregie führte Thomas Wolf.
| Rolle          | Darsteller        | Synchronsprecher |
| -------------- | ----------------- | ---------------- |
| Dani Wilson    | Elisabeth Röhm    | Victoria Sturm   |
| Leigh Tiller   | Bethany Anne Lind | Sonja Spuhl      |
| Nathan Parrish | Tony Vaughn       | Roman Kretschmer |
| Reynoso Dias   | Jimmy Gonzales    | Daniel Johannes  |
| Richard Tiller | Will Patton       | Erich Räuker     |
| Ryan Tiller    | Jared Ivers       | Carlos Fanselow  |
| Travis Wilson  | Jack Andrews      | Martin Gleitze   |

## Produktion
Bei dem Film handelt es sich um das Langfilmdebüt von Regisseur Matthew Pope. Gedreht wurde der Film in Atlanta, Georgia. Beim Fantasia Film Festival 2019 erhielt der Film eine Nominierung in der Kategorie Bester Film.

## Kritiken
Das Lexikon des internationalen Films gibt dem Film insgesamt 3 von 5 Sternen. Es schreibt: „Ein zu Beginn spannender und visuell anspruchsvoller Neo-Noir-Thriller, der sich allerdings in immer komplizierteren Wendungen verliert, auf die nur spärliche und zu spät ausgestreute Momente hindeuten.“
Oliver Armknecht verteilt in seiner Kritik auf film-rezensionen.de insgesamt 7 von 10 Punkten. Die Protagonistin fasse einen Entschluss und mache dabei mehrfach Fehler, die für alle Beteiligten weitreichende Folgen haben werden. Der Kritiker begrüßt die Idee, den anfänglichen Mord nicht zu zeigen und dem Zuschauer die Aufgabe zu übergeben, die Wahrheit selbst zusammenzubauen. Denn bei diesem Film sei nicht alles so klar, wie es anfänglich scheint. Regisseur und Koautor Pope ginge es nicht darum, Stimmung zu verbreiten; er spiele vielmehr mit der Psychologie der Figuren. Sie würden Schuld und Verantwortung für ihr Handeln tragen, seien gleichzeitig aber durch das Agieren anderer beeinflusst, dem man sich nicht entziehen könne – es gebe kein Entkommen. Dies zeige sich insbesondere bei der Protagonistin des Films, die an der ihr aufgezwungenen Aufgabe zerbreche. Bethany Anne Lind spiele hier als Frau und Mutter beeindruckend. Insgesamt sei Blood on My Name ein „düsterer Thriller, dessen Geschichte immer weiter eskaliert“. Er zeige „auf tragische Weise, wie wir von anderen Menschen und deren Taten geprägt sind und uns diesem Einfluss nur schwer entziehen können“.